# Kraszewo Podborne
Kraszewo-Podborne is een plaats in het Poolse district  Płoński, woiwodschap Mazovië. De plaats maakt deel uit van de gemeente Raciąż en telt 170 inwoners.